# Саморукова, Мария Анатольевна
 Мария Анатольевна Саморукова  (греч. Μαρία Σαμορούκοβα) (род. 19 декабря 1971, Куйбышев, РСФСР, СССР) — российско-греческая профессиональная баскетболистка, выступала на позиции центровой. Неоднократная участница многих международных соревнований в составе национальной сборной Греции, участница Олимпийских игр в Афинах.

## Биография
Воспитанница самарского баскетбола.
Начала заниматься баскетболом в возрасте 11 лет. Начиная с 13 лет входила в состав сборной России. С 114 лет училась в специализированном спортивном интернате.
В 1990 году в возрасте 19 лет стала чемпионкой СССР в составе «Электросилы». Поиграв ещё 3 года за питерские команды Мария уехала играть в Грецию, где вышла замуж, в 2000 году родила сына Панайотиса и благодаря этому получила гражданство.
26 ноября 2000 года она дебютировала за национальную сборную Греции в игре со Израилем, матч закончился триумфом Марией — 22 набранных очка за 32 минуты (лучший показатель в команде). С того самого момента Саморукова становится лидером сборной, так на чемпионате Европы — 2001 она лучшая в команде по набранным очкам в среднем за матч — 15,3 и подборам — 6,6, а на чемпионате Европы — 2003 лучшая по подборам — 5,7 и блок-шотам — 0,7.
После 10 лет игр в чемпионате Греции, уместившие в себя полный комплект наград (золото, серебро, бронза), Мария поехала в Европу. И здесь она была в лидерах: «серебряные» медали чемпионата Италии и России. Причём начинала она в российском первенстве с Мировой лиги, где она и ещё пятеро баскетболисток московского «Динамо» помогали питерской «Балтийской Звезде» занять третье призовое место. В чемпионате России Саморукова вместе с командой дошла до финала, где была обыграна самарской «ВБМ-СГАУ», а её итог выступления: 21 игра, 4,8 очка, 3,3 подбора, 0,3 передачи.
В 2006 году Мария вернулась в Грецию, где в 2008 году завершила карьеру игрока, попутно во второй раз став чемпионкой Греции.
Участница Олимпиады в 2004 году, имея в команде третий показатель, после Эвантии Мальци и Анастасии Костаки, по набранным очкам (81), игрового времени (204мин.) и второй показатель по подборам (47). Выступала на 2-х чемпионатах Европы: 2001, 2003. В 2009 году всерьёз рассматривалась её кандидатура тренерами сборной Греции для участия в чемпионате Европы, несмотря на завершение карьеры.
В настоящий момент Мария Саморукова тренер молодежной команды баскетбольного интерната «Эсперидеса» из Калитеи.

## Достижения
- Чемпион СССР: 1990
- Чемпион Греции: 1999, 2007
- Серебряный призёр чемпионата Греции: 1998, 2008
- Серебряный призёр чемпионата Италии: 2003
- Серебряный призёр чемпионата России: 2005
- Бронзовый призёр чемпионата России: 1992
- Бронзовый призёр чемпионата Греции: 1996
- Бронзовый призёр Мировой Лиги: 2004
- Обладатель Кубка Греции: 1999